# Suburban Home Records
Suburban Home Records and Distribution is een Amerikaans platenlabel uit Denver, Colorado. Het label is in 1995 opgericht door Virgil Dickerson. Suburban Home richtte zich in het begin vooral op punkmuziek, met name poppunk, maar geeft sinds het jaar 2000 ook muziek van andere genres uit.

## Geschiedenis
Suburban Home Records werd opgericht en wordt nog steeds geleid door Virgil Dickerson. Dickerson, die aan de Universiteit van Colorado te Boulder studeerde, begon in september 1995 het eerste poppunk fanzine voor de lokale scene in Denver. Hij noemde de fanzine Suburban Home, een referentie naar het nummer "Suburban Home" van de punkband Descendents.
Sommige vrienden van Dickerson begonnen hun eigen bands en hadden behoefte aan een label om hun eerste platen uitbrengen, dus richtte hij een platenlabel op onder de naam "Suburban Home Records" in 1996. Het label begon met het uitgeven van lokale poppunk albums op 7" vinyl en zelf gebrande cd's. De eerste band die een album bij het label uitgaf was Overlap in 1996.
In 1997 ging Dickerson aan de slag als manager bij het label Hopeless Records in Los Angeles. Na ongeveer een jaar verhuisde hij terug naar Denver, Colorado om verder te gaan met Suburban Home Records. In 1998 opende het label een muziekwinkel in Denver genaamd Bakamono, waar muziek, kleding, boeken en fanzines werd verkocht. De winkel deed het goed voor een tijd, maar werd een jaar later gesloten. Het label begon daarop met online muziek te verkopen in 1999. Na de uitgave van It's Crazy van Drag the River in 2000, begon het label met het uitgeven van muziek van andere genres, zoals altcountry en Americana.

## Bands en artiesten
Een lijst van bands en artiesten die muziek bij Suburban Home uitgeven:
- Alone at 3am
- Armchair Martian
- Austin Lucas
- Chad Price
- Drag The River
- The Gamits
- In The Red
- Joey Cape
- Jon Snodgrass
- Josh Small
- Kay Kay and His Weathered Underground

- Lizzie Huffman
- Look Mexico
- Michael Dean Damon
- Mike Hale
- Ninja Gun
- Oblivion
- The Playing Favorites
- The Takers
- Tim Barry
- Two Cow Garage
- Yesterday's Ring